# Fonte primária

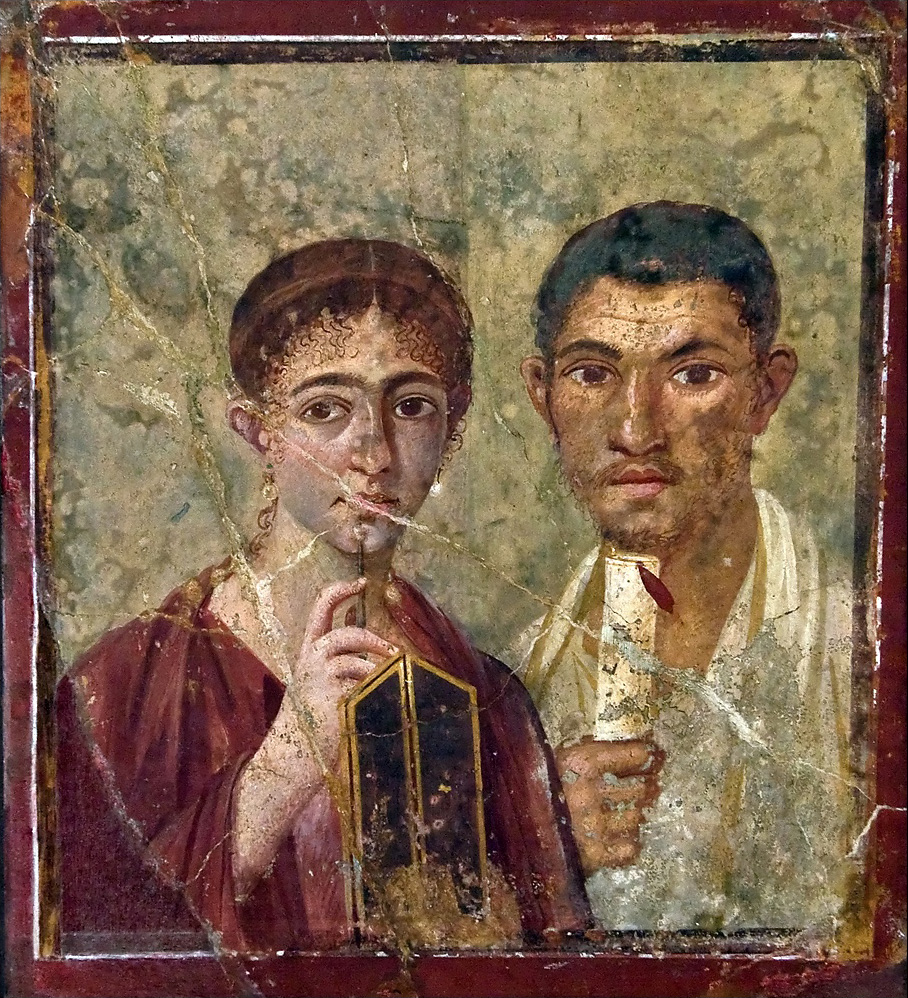
Esta pintura de parede descoberta na cidade romana de Pompeia é um exemplo de fonte primária.

Fonte primária é uma expressão utilizada em várias áreas. Em historiografia e biblioteconomia, uma fonte primária (também chamada de fonte original) é um documento, gravação ou outra fonte de informação, como um documento escrito ou uma figura por exemplo, criado no tempo em que se estuda, por uma fonte com autoridade, geralmente com conhecimento pessoal direto dos eventos descritos. Em jornalismo, fonte primária pode ser uma pessoa com conhecimento direto da situação, ou um documento escrito por essa pessoa. Fontes primárias são distintas de fontes secundárias, que, frequentemente, citam, comentam sobre, ou constroem conclusões baseadas em fontes primárias.
Definições similares (mas não idênticas) são utilizadas em biblioteconomia, e em outras áreas acadêmicas. Uma fonte primária pode ser uma fonte em primeira mão sobre o passado, como um diário ou um artefato. Fontes primárias são descritas como fontes mais próximas à origem da informação ou ideia em estudo. Fontes primárias proporcionam, aos pesquisadores, "informação direta, sem mediação sobre o objeto em estudo". Podem conter pesquisa inédita ou informações não publicadas em nenhum outro lugar. Servem como fonte original da informação ou de novas ideias sobre o tópico. "Primária" e "secundária", no entanto, são termos relativos e, frequentemente, uma dada fonte pode ser classificada tanto como primária quanto secundária, dependendo de como é utilizada.
São exemplos comuns de fontes primárias:
- correspondências e diários
- assentos de registros públicos ou privados (civis, imobiliários, censitários, financeiros etc.)
- periódicos (dependendo do contexto)
- textos literários e narrativos

## História
Na literatura acadêmica, uma importante função da classificação de fontes é determinar sua independência e confiabilidade. Em contextos como literatura histórica, sempre é recomendável usar fontes primárias e, "se nenhuma está disponível, é com grande cautela que [o autor] deve usar fontes secundárias". Sreedharan acredita que fontes primárias possuem uma conexão mais direta com o passado e que elas "falam por si próprias" de uma forma que não pode ser captada pelo filtro de fontes secundárias.

## Outros campos
Embora as expressões "fonte primária" e "fonte secundária" tenham se originado na historiografia como um meio de traçar a história das ideias históricas, elas têm sido aplicadas a inúmeros outros campos. Por exemplo, elas podem ser usadas para traçar a história das teorias científicas, elementos literários e outras informações que passem de um autor para outro.
Na literatura científica, uma fonte primária é a publicação original de novas informações, resultados e teorias de um cientista. Em história política, fontes primárias são documentos como relatórios oficiais, discursos, panfletos, pôsteres ou cartas de participantes, testemunhas oculares e políticos. Na história das ideias ou história intelectual, as principais fontes primárias são livros, ensaios e cartas escritas por intelectuais. Na história das religiões, as fontes primárias são textos religiosos e descrições de cerimônias religiosas e rituais.
Um estudo de história cultural pode incluir fontes ficcionais como novelas e peças de teatro. Num sentido mais amplo, fontes primárias também incluem artefatos como fotografias, noticiários, moedas, pinturas ou edifícios criados na época. Historiadores também podem examinar artefatos arqueológicos e informes orais. Fontes escritas podem ser divididas em três tipos:
- Fontes narrativas ou fontes literárias contam uma história ou mensagem. Elas não se limitam a fontes ficcionais (que podem ser fonte de informação sobre os comportamentos da época), e podem incluir diários, filmes, biografias, obras filosóficas importantes e obras científicas.
- Fontes diplomáticas incluem cartas de concessão e outros documentos legais que, usualmente, seguem um formato predeterminado.
- Documentos sociais são registros criados por organizações, como registros de nascimentos e de impostos.

Em historiografia, quando o estudo de história é sujeito a escrutínio histórico, uma fonte secundária se torna uma fonte primária. Para a biografia de um historiador, suas publicações são fontes primárias. Documentários podem ser fontes primárias ou secundárias, dependendo de o quanto o realizador do filme modifica as fontes originais.
A Biblioteca da Faculdade Lafayette dá uma definição das fontes primárias em várias áreas de estudo:

"A definição de fonte primária varia de acordo com a disciplina acadêmica e o contexto na qual é usada.
- na área de humanidades, uma fonte primária pode ser definida como algo que é criado na época que está sendo estudada ou logo após por pessoas que refletem seu envolvimento com os fatos do período.
- Nas ciências sociais, a definição de fonte primária pode ser expandida para incluir informações numéricas que foram reunidas para se analisar relações entre pessoas, eventos e seu ambiente.
- Nas ciências naturais, uma fonte primária pode ser definida como um registro de ideias ou descobertas originais. Frequentemente, essas fontes aparecem na forma de artigos científicos com seções de métodos e resultados."

## Encontrando fontes primárias
Embora muitas fontes primárias estejam em mãos privadas, outras estão localizadas em arquivos, bibliotecas, museus, sociedades históricas e coleções especiais. Estes podem ser públicos ou privados. Alguns estão afiliados a universidades e faculdades, outros são órgãos governamentais. Materiais relativos a uma área podem estar localizados em muitas instituições diferentes. Estas podem estar distantes da fonte original do documento. Por exemplo, a biblioteca Huntington, na Califórnia, abriga muitos documentos do Reino Unido.
Nos Estados Unidos, cópias digitais de fontes primárias podem ser obtidas em vários lugares. A Biblioteca do Congresso mantém várias coleções digitais, como a "Memória Estadunidense" e a "Cronicando os Estados Unidos". Os Arquivos Nacionais e Administração de Documentos possuem coleções nos Cofres Digitais[ligação inativa]. A Biblioteca Pública Digital da América pesquisa entre as coleções digitais de fontes primárias de muitas bibliotecas, arquivos e museus. O Arquivo da Internet possui fontes primárias em vários formatos.
No Reino Unido, os Arquivos Nacionais fornecem uma pesquisa consolidada de seu catálogo e uma grande variedade de outros arquivos listados no índice de acesso ao arquivo. Cópias digitais de vários tipos de documentos nos Arquivos Nacionais (incluindo testamentos) estão disponíveis no "Documentos Online". Muitos dos documentos disponíveis se referem à Inglaterra e ao País de Gales. Algumas cópias digitais de fontes primárias estão disponíveis no Arquivo Nacional da Escócia. Muitas coleções de registros dos condados estão incluídas no Acesso ao Arquivo, enquanto outras possuem seus próprios catálogos online. 
Na Europa, a Europeana digitalizou materiais do continente. A Biblioteca Digital Mundial e a  Flickr Commons possuem itens de todo o mundo. A Trove possui fontes primárias da Austrália.
A maioria das fontes primárias não está digitalizada. Tanto materiais digitalizados quanto não digitalizados podem ser encontrados em catálogos como o WorldCat, o Catálogo da Biblioteca do Congresso e o Catálogo dos Arquivos Nacionais.

## Usando fontes primárias
A história, enquanto disciplina acadêmica, se baseia em fontes primárias, segundo avaliação da comunidade acadêmica. Arthur Marwick diz que "fontes primárias são absolutamente essenciais à história". Idealmente, um historiador usará todas as fontes primárias que foram criadas pelas pessoas envolvidas com a época que está sendo estudada. Na prática, algumas fontes estão destruídas, enquanto outras estão indisponíveis à pesquisa. Talvez as únicas testemunhas oculares de um evento sejam memórias, autobiografias ou entrevistas orais realizadas anos depois.
Algumas vezes, a única evidência relativa a um evento ou pessoa em um passado distante foi escrita ou copiada décadas ou séculos depois. Manuscritos que são fontes para textos clássicos podem ser cópias de documentos, ou fragmentos de cópias de documentos. Isso é um problema comum nos estudos clássicos, onde, muitas vezes, só restou um sumário de um livro ou de uma carta. Dificuldades potenciais com fontes primárias resultam que a história que é ensinada nas escolas geralmente se baseia em fontes secundárias.
Um trabalho de história não será levado a sério no âmbito acadêmico se só cita fontes secundárias, pois isso não indica que foi feita pesquisa inédita.
Entretanto, fontes primárias - particularmente aquelas anteriores ao início do século XX - podem conter desafios ocultos. "Fontes primárias, de fato, são, geralmente, fragmentárias, ambíguas e muito difíceis de se analisar e interpretar". Sentidos obsoletos de palavras familiares e contexto social estão entre as armadilhas que aguardam os novatos nos estudos históricos. Por essa razão, a interpretação de textos primários é, tipicamente, ensinada como parte de um curso de história avançado da faculdade ou da pós-graduação, embora o autoestudo ou treino informal avançados também sejam possíveis.
As seguintes questões costumam ser perguntadas sobre as fontes primárias:
- qual é o tom?
- qual é a audiência pretendida?
- qual é o propósito da publicação?
- quais as suposições que faz o autor?
- quais são as bases das conclusões do autor?
- o autor concorda com outros autores do assunto?
- o conteúdo concorda com o que você sabe ou aprendeu sobre o tema?
- onde a fonte foi criada? (questões de viés sistêmico)

## Forças e fraquezas
Em muitos campos e contextos, como literatura histórica, é, quase sempre, recomendável usar fontes primárias se possível e, "se nenhuma está disponível, é com grande cautela que [o autor] deve usar fontes secundárias". Adicionalmente, fontes primárias evitam o problema inerente das fontes secundárias de distorcer o pensamento dos autores citados.

Uma história que não seja baseada em fontes primárias ou em fontes secundárias realmente baseadas em fontes primárias é, por definição, ficção, e não história.— Kameron Searle
Entretanto, uma fonte primária não tem, necessariamente, maior autoridade do que uma fonte secundária. Pode haver viés que distorce a informação histórica.

Material original pode ser... preconceituoso, ou ao menos não exatamente aquilo que pretende ser.— David Iredale
Os erros podem ser corrigidos em fontes secundárias, através da revisão por pares. Historiadores examinam a acurácia e a objetividade das fontes primárias. Uma fonte primária, como a entrada de um diário, pode, apenas, refletir a opinião do autor sobre um fato, a qual pode ser verdadeira, completa e acurada ou não. 
Participantes e testemunhas oculares podem interpretar mal eventos ou distorcer seus relatos, deliberadamente ou não, para aumentar sua importância. Tal tendência pode aumentar ao longo do tempo, conforme as pessoas criam uma narrativa que pode não ser acurada. Para qualquer fonte, primária ou secundária, é importante que o pesquisador avalie a intensidade e a direção do viés. Como exemplo, um relatório governamental pode ser uma descrição acurada e sem viés de eventos, mas também pode ser censurado ou alterado para propaganda ou para encobrir erros. 

## Classificando fontes
Muitas fontes podem ser consideradas primárias ou secundárias dependendo do contexto em que são examinadas. A distinção entre fontes primárias e secundárias é, portanto, subjetiva e contextual, portanto é difícil se fazer definições precisas. A resenha de um livro, quando contém mais a opinião do resenhador do que o resumo do livro, se torna uma fonte primária.
Se um texto histórico discute velhos documentos para chegar a uma nova conclusão histórica, é considerado uma fonte primária para as novas conclusões. Exemplos em que uma fonte pode ser considerada tanto primária quanto secundária incluem um obituário, ou a pesquisa de vários volumes de um jornal contando a frequência de artigos sobre um certo tópico.
A classificação de uma fonte em primária ou secundária num determinado contexto pode mudar, dependendo do estado atual de conhecimento dentro da área de estudo. Por exemplo, se um documento se refere ao conteúdo de uma carta anterior desconhecida, o documento pode ser considerado "primário", já que é o que mais se aproxima a uma fonte primária; mas se a carta é, posteriormente, descoberta, o documento pode se tornar "secundário".
Algumas vezes, um texto pode ser considerado primário por não existir nenhuma cópia do material original, ou por ser a mais antiga fonte existente para a informação citada.

## Falsificações
Ocasionalmente, historiadores precisam competir com documentos falsificados que parecem ser fontes primárias. Usualmente, essas falsificações são feitas com propósitos fraudulentos, como criar direitos legais, apoiar falsos pedigrees, ou promover interpretações particulares de eventos históricos. A investigação de documentos para determinar sua autenticidade é chamada diplomática.
Por séculos, papas usaram a falsa doação de Constantino para reforçar o poder secular do papado. Entre as mais antigas falsificações, estão concessões anglo-saxãs dos séculos XI e XII produzidas por mosteiros e abadias para apoiar reivindicações de terras quando o documento original havia se perdido ou nunca havia existido. Uma falsificação de fonte primária particularmente incomum foi a feita por sir Edward Dering, que colocou falsas placas em uma igreja. Em 1986, Hugh Trevor-Roper autenticou os Diários de Hitler, que, posteriormente, foram considerados falsificação. Recentemente, documentos falsificados foram colocados nos Arquivos Nacionais do Reino Unido no intuito de estabelecer uma falsa proveniência de obra.